# Aratel
Der oder auch das Aratel, das Pfund, war eine Maßeinheit der Masse.

## Brasilien und Portugal
Das Maß galt in Brasilien und Portugal und war als Gold- und Silbergewicht in Gebrauch. 
- 1 Aratel = 454 ¼ Gramm

Eine Maßkette war
- 1 Aratel = 2 Marco/Mark =  16 Onca/Unzen = 128 Octavas/Ottavas = 384 Skrupel =  9216 Grän

## Indien
Das Aratel war auch eine indische Masseneinheit und das sogenannte „Kaufmanns“-Pfund.
- 1 Aratel = 16 Unzen
- 24 Aratel = 1 Manna/Mao

(Quellen unter)